# Tournoi final PSA World Series féminin 2017
Le Tournoi final PSA World Series féminin 2017 est l'édition féminine 2017 des finales de squash PSA World Series (dotation 160 000 $).
Les huit meilleures joueuses de la saison 2016-2017 (saison de septembre 2016 à mai 2017) sont qualifiées pour l'événement qui se déroule à Dubaï aux Émirats arabes unis du 6 au 10 juin 2017.
Laura Massaro l'emporte en finale face à Nour El Sherbini.

## Têtes de série
1. Camille Serme (demi-finale)
2. Nour El Sherbini (finale)
3. Laura Massaro (championne)
4. Raneem El Weleily (1er tour)
5. Nouran Gohar (demi-finale)
6. Nicol David (1er tour)
7. Sarah-Jane Perry (1er tour)
8. Alison Waters (1er tour)

## Poules
| Raneem El Weleily | 11 | 11 | 3  | - | 13 | 3 | 11 | Nouran Gohar  |
| Camille Serme     | 9  | 11 | 11 | - | 11 | 5 | 3  | Alison Waters |

| Camille Serme     | 11 | 12 | 14 | - | 6  | 14 | 12 | Nouran Gohar  |
| Raneem El Weleily | 16 | 11 |    | - | 14 | 7  |    | Alison Waters |

| Nouran Gohar  | 11 | 14 |    | - | 7 | 12 |    | Alison Waters     |
| Camille Serme | 11 | 7  | 12 | - | 7 | 11 | 10 | Raneem El Weleily |

| Rang | Joueuse           | Match | G | P | Jeux |
| ---- | ----------------- | ----- | - | - | ---- |
| 1    | Camille Serme     | 3     | 3 | 0 | 6    |
| 2    | Nouran Gohar      | 3     | 2 | 1 | 5    |
| 3    | Raneem El Weleily | 3     | 1 | 2 | 4    |
| 4    | Alison Waters     | 3     | 0 | 3 | 1    |

| Laura Massaro    | 12 | 12 |   | - | 10 | 10 |    | Nicol David      |
| Nour El Sherbini | 11 | 9  | 4 | - | 9  | 11 | 11 | Sarah-Jane Perry |

| Nour El Sherbini | 11 | 11 |  | - | 6 | 9  |  | Nicol David      |
| Laura Massaro    | 11 | 14 |  | - | 6 | 12 |  | Sarah-Jane Perry |

| Nicol David      | 11 | 4  | 8  | - | 6  | 11 | 11 | Sarah-Jane Perry |
| Nour El Sherbini | 6  | 12 | 11 | - | 11 | 10 | 2  | Laura Massaro    |

| Rang | Joueuse          | Match | G | P | Jeux |
| ---- | ---------------- | ----- | - | - | ---- |
| 1    | Laura Massaro    | 3     | 2 | 1 | 5    |
| 2    | Nour El Sherbini | 3     | 2 | 1 | 5    |
| 3    | Sarah-Jane Perry | 3     | 2 | 1 | 4    |
| 4    | Nicol David      | 3     | 0 | 3 | 1    |

## Tableaux et résultats
|  | Demi-finales | Demi-finales     | Demi-finales  | Demi-finales | Demi-finales | Demi-finales | Demi-finales |                  |    | Finale | Finale | Finale | Finale | Finale | Finale | Finale |
|  |              |                  |               |              |              |              |              |                  |    |        |        |        |        |        |        |        |
|  | 1            | Camille Serme    | 17            | 3            | 10           |              |              |                  |    |        |        |        |        |        |        |        |
|  | 2            | Nour El Sherbini | 15            | 11           | 12           |              |              |                  |    |        |        |        |        |        |        |        |
|  | 2            | Nour El Sherbini | 15            | 11           | 12           |              | 2            | Nour El Sherbini | 8  | 10     | 5      |        |        |        |        |        |
|  |              |                  |               |              |              |              |              | Nour El Sherbini | 8  | 10     | 5      |        |        |        |        |        |
|  |              | 3                | Laura Massaro | 11           | 12           | 11           |              |                  |    |        |        |        |        |        |        |        |
|  | 5            | 3                | Laura Massaro | 11           | 12           | 11           | Nouran Gohar | 14               | 10 | 7      |        |        |        |        |        |        |
|  | 5            |                  |               |              |              |              | Nouran Gohar | 14               | 10 | 7      |        |        |        |        |        |        |
|  | 3            | Laura Massaro    | 12            | 12           | 11           |              |              |                  |    |        |        |        |        |        |        |        |